# Стівен Вольфрам
Стівен Вольфрам (англ. Stephen Wolfram, нар. 29 серпня 1959, Лондон) — британський фізик, математик, програміст, письменник. Розробник системи комп'ютерної алгебри Mathematica і бази знань WolframAlpha.

## Біографія
Стівен народився в сім'ї єврейських біженців, що емігрували з Вестфалії в Англію в 1933 році. Його батько, Гуго Вольфрам, був письменником, а мати, Сібіл Вольфрам, працювала професором філософії в Оксфордському університеті. У Стівена є молодший брат Конрад, спеціаліст в області інформаційних технологій і директор з міжнародних відносин і стратегічного розвитку в компанії брата.
За неймовірні успіхи в навчанні юного вундеркінда в дитинстві часто називали «маленьким Ейнштейном». Освіту він здобув в Ітонському коледжі. У 15 років опублікував статтю з фізики елементарних частинок, в 17 років вступив до Оксфордського університету, де в коледжі Святого Джона починає дослідження з фізики. Через рік опублікував свою широко процитовану роботу з генерації важких кварків.
З 1978 року свої дослідження Вольфрам продовжує в Каліфорнійському технологічному інституті. Тут він вперше розглядає зв'язок між космологією і фізикою елементарних частинок, а пізніше займається теорією сильних взаємодій і клітинним автоматом. В 1979 році здобув докторський ступінь (PhD).
З 1979 по 1981 роки керував в університеті розробкою системи комп'ютерної алгебри SMP (Symbolic Manipulation Program, попередник Mathematica), проте через суперечки про інтелектуальну власність, пов'язаних з SMP, він залишив університет.
У 1983 році він влаштувався на роботу в Інститут перспективних досліджень, де працював над моделлю клітинних автоматів, яку застосовував в криптографії і гідродинаміці. З 1986 року працює в Іллінойському університеті в Урбана-Шампейн, де і почався розвиток системи Mathematica, опублікованої в червні 1988 року, а також перший випуск його журналу «Комплексні системи» (Complex Systems).
В 1987 році він заснував компанію Wolfram Research в Шампейн, Іллінойс, що займається випуском програмного забезпечення, президентом якої є й донині.
Роботи Вольфрама у фізиці елементарних частинок, космології та інформатиці принесли йому одну з перших нагород — «грант для генія» від фонду МакАртурів. А його робота з Джеффрі Фокс в квантовій хромодинаміці досі використовується в експериментальній фізиці частинок.
У 2002 році вийшла його книга «A New Kind of Science», результат більш ніж десятирічної плідної роботи, яка швидко стала бестселером.
У березні 2009 року у своєму блозі він оголосив про запуск бази знань і набору обчислювальних алгоритмів WolframAlpha. У вільному доступі з 16 травня 2009 року. У тому ж році отримав  премію Фрідріха Людвіга Баура  в Мюнхенському технічному університеті.
Одружений, має чотирьох дітей.

## Кар'єра

### Складні системи та клітинні автомати
У 1983 році Вольфрам поїхав до Школи природничих наук Інституту перспективних досліджень у Прінстоні, де він проводив дослідження клітинних автоматів переважно за допомогою комп'ютерного моделювання. Він провів серію робіт, в яких систематично дослідив клас елементарних клітинних автоматів, систему присвоєння імен для одновимірних клітинних автоматів, а також схему класифікації складності їх поведінки. Він висловив припущення, що Правило 110 клітинного автомата може бути повним за Тюрингом.
У 1985 році лист від Фейнмана до Вольфрама, також з'являється в листах Фейнмана. У листі, Вольфрам у відповідь пише, що він думає про створення якогось інституту, де він міг би вивчати складні системи, Вольфрам каже, «Ви не розумієте простих людей», і радить йому «знайти спосіб зробити ваші дослідження з мінімальним контактом з людьми, які непов'язані з технікою, наскільки це можливо».
У середині 1980-х років, Вольфрам працював над моделюванням фізичних процесів (таких як турбулентна течія) з клітинних автоматів на Connection Machine разом з Річардом Фейнманом і допоміг ініціювати галузь складних систем, заснувавши перший інститут, присвячений цій темі, Центр для складних систем досліджень (CCSR) в Іллінойському університеті в Урбана-Шампейн і журнал «Комплексні системи» (Complex Systems) в 1987 році.

### Symbolic Manipulation Program
Вольфрам керував розробкою системи комп'ютерної алгебри SMP (Symbolic Manipulation Program) у відділі фізики Каліфорнійського технологічного інституту протягом 1979—1981 рр. Суперечка з адміністрацією з приводу прав на інтелектуальну власність щодо SMP-патентів, авторських прав, а також участі викладачів в комерційних підприємствах, зрештою, змусила його піти у відставку з Каліфорнійського технологічного інституту. SMP отримала подальший розвиток та комерційний продаж завдяки Inference Corp., Лос-Анджелес, під час 1983—1988 рр.

### Mathematica
У 1986 році Вольфрам покинув Інститут перспективних досліджень через Іллінойський університет в Урбана-Шампейн, де він заснував свій центр досліджень складних систем і розпочав розроблення системи комп'ютерної алгебри Mathematica, яка вперше була випущена в 1988 році, коли він залишив наукові кола. 1987 року він заснував компанію Wolfram Research, яка продовжує розвиватися.
Молодший брат Вольфрама, Конрад Вольфрам, обіймає посаду генерального директора компанії Wolfram Research Europe, Ltd.

### A New Kind of Science
З 1992 по 2002 рік він працював над своєю спірною книгою «A New Kind of Science», що є емпіричним дослідженням дуже простих обчислювальних систем. Крім того, він стверджує, що для фундаментальних причин необхідні ці типи систем, щоб змоделювати та зрозуміти складність природи. Висновок Вольфрама в тому, що всесвіт є цифровим за своєю природою, і працює на фундаментальних законах, які можуть бути описані як прості програми. Він пророкує, що реалізація цього в рамках наукових співтовариств матиме великий і революційний вплив у фізиці, хімії та біології, і більшості наукових областей в цілому, що і є причиною назви книги.
З моменту виходу книги у 2002 році, Вольфрам розділив свій час між розвитком Mathematica і заохоченням людей до участі з предмета А New Kind of Science, проводячи конференції, і відкриваючи літні школи, присвячені цій темі.

### Система обчислювання знань
У березні 2009 року Вольфрам оголосив Wolfram Alpha, питально-відповідальною системою. Wolfram Alpha був запущений в травні 2009 року, а також платна версія з додатковими функціями, була запущена в лютому 2012 року. Система, заснована на обробці природної мови і великій бібліотеці алгоритмів, а також на відповідях на запити, використовуючи підхід описаний в А New Kind of Science. Прикладний програмний інтерфейс дозволяє іншим програмам розширювати та поліпшувати Alpha. Вольфрам вважає, що, бо Wolfram Alpha стає загальновживаною, «Це підвищить рівень наукових речей, які середня людина може зрозуміти.»
Wolfram Alpha є однією з питально-відповідальних систем, яка йде за Bing від Microsoft і Siri від Apple, яка відповідає на фактичні питання.

### Мова Wolfram
У червні 2014 року Вольфрам офіційно оголосив мову Wolfram новою спільною мовою для кількох парадигм програмування. Документація з мови була попередньо випущена в жовтні 2013 року, щоб збігтися з пакетуванням Mathematica і мови Wolfram на кожному Raspberry Pi комп'ютері. У той час, коли мова Wolfram вже існує понад 25 років як мова початкового програмування для системи Mathematica, вона не мала офіційної назви до 2014 року. Син Вольфрама, Крістофер Вольфрам, з'явився на програмі SXSW, демонструючи живе кодування за допомогою мови Wolfram, і писав про мови Wolfram для досліджень Wolfram.
8 грудня 2015 року, Вольфрам опублікував книгу «Елементарне введення в мову Wolfram», щоб познайомити людей без знань програмування з мовою Wolfram і типом обчислювального мислення.